# Anargyros Prindezis
Anargyros Prindezis (griechisch Ανάργυρος Πρίντεζης, * 16. August 1937 in Vari auf Syros; † 18. März 2012) war ein griechischer Bischof. Er war der Exarch des katholischen Apostolischen Exarchats von Griechenland.

## Leben
Anargyros Prindezis wurde 1937 geboren. Am 10. Dezember 1961 empfing er mit vierundzwanzig Jahren im Apostolischen Exarchat von Griechenland die Priesterweihe.
Am 28. Juni 1975 wurde Prindezis mit 37 Jahren von Papst Paul VI. zum Exarchen des Apostolischen Exarchats von Griechenland und Titularerzbischof von Gratianopolis ernannt. Die Bischofsweihe spendete ihm am 6. August 1975 Erzbischof Saba Youakim; Mitkonsekratoren waren die Kurienbischöfe Vasile Cristea AA und Miroslav Stefan Marusyn.
Papst Benedikt XVI. nahm am 23. April 2008 das altersbedingte Rücktrittsgesuch des Siebzigjährigen an.